# Senkata Alta
Senkata Alta ist eine Ortschaft im Departamento La Paz im südamerikanischen Andenstaat Bolivien.

## Lage im Nahraum
Senkata Alta ist der zweitgrößte Ort im Kanton San Antonio de Senkata und liegt im Municipio Calamarca in der Provinz Aroma auf einer Höhe von 3972 m. Nördlich und südlich von Senkata Alta erstreckt sich die weite Ebene des bolivianischen Hochlandes, zehn Kilometer östlich der Ortschaft erheben sich die ersten Querriegel des Höhenzuges der Serranía de Sicasica.

## Geographie
Senkata Alta liegt auf dem bolivianischen Altiplano zwischen den Anden-Gebirgsketten der Cordillera Occidental im Westen und der Cordillera Central im Osten.
Die mittlere Durchschnittstemperatur der Region liegt bei 9 bis 10 °C, der Jahresniederschlag beträgt etwa 600 mm (siehe Klimadiagramm El Alto). Die Region weist ein ausgeprägtes Tageszeitenklima auf, die Monatsdurchschnittstemperaturen schwanken nur unwesentlich zwischen 7 °C im Juli und 11 °C im Dezember. Die Monatsniederschläge liegen zwischen unter 10 mm in den Monaten Juni und Juli und nahe 100 mm von Dezember bis Februar.

## Verkehrsnetz
Senkata Alta liegt 48 Straßenkilometer südlich von La Paz, der Hauptstadt des Departamentos.
Von La Paz aus führt die asphaltierte Nationalstraße Ruta 2 in westlicher Richtung nach El Alto, von dort die Ruta 1 weitere 32 Kilometer nach Süden bis San Antonio de Senkata und weiter über Calamarca und Patacamaya nach Oruro. Zwei Kilometer südlich von San Antonio zweigt eine unbefestigte Landstraße nach Osten ab und erreicht Senkata Alta nach einem Kilometer.

## Bevölkerung
Die Einwohnerzahl der Ortschaft ist in dem Jahrzehnt zwischen den beiden letzten Volkszählungen um etwa ein Fünftel angestiegen:
| Jahr | Einwohner         | Quelle       |
| ---- | ----------------- | ------------ |
| 1992 | keine Detaildaten | Volkszählung |
| 2001 | 695               | Volkszählung |
| 2012 | 810               | Volkszählung |
| 2024 |                   | Volkszählung |

Die Region weist einen hohen Anteil an Aymara-Bevölkerung auf, im Municipio Calamarca sprechen 95,7 Prozent der Bevölkerung Aymara.